# Сребреницкий, Григорий Фёдорович
Григорий Фёдорович Сребреницкий, Фебруицкий (1724, Чернетчина, Ахтырский уезда Харьковской губернии — 10 декабря 1779, Санкт-Петербург) — украинский гравёр резцом и педагог, значительную часть жизни работавший в Санкт-Петербурге.

## Биография
Григорий Сребреницкий родился в 1724 году в семье священника в селе Чернетчина Ахтырского уезда Харьковской губернии в Малороссии. С 1741 до 1759 года учился и работал в Печатном дворе Киево-Печерской Лавры. В 1759 году он приехал в Санкт-Петербург и поступил в рисовальные классы Императорской Академии наук. В 1760 году он подал президенту Императорской Академии художеств И. И. Шувалову следующую просьбу: 
«Я, нижеподписавший, через одну привычку обучился рисовать и резать на меди, потом, помощью некоторых благодетелей, изыскав случай приехать в Санктпитербурх, с прошлаго 759 года обучался рисовальному художеству при академии наук, на своем коште. A ныне по бедности моей, будучи не в состоянии содержать себя, принял смелость просить об определении меня, нижайшаго, в академию художеств к гравировальному художеству, к коему склоннее являюсь».
Эта челобитная является единственным документом, сохранившим некоторые биографические сведения о ранней жизни Сребреницкого. Прошение было удовлетворено, и Сребреницкого зачислили в гравировальный класс Чемесова. 
30 июня 1763 года, за рисунок с гипса на котором был изображён антик «Сатир», Г. Ф. Сребреницкий был награждён серебряной медалью и за «хорошие успехи и поведение при первом конкурсе» получил шпагу. К этому же времени относится одна из лучших его гравюр: «Богоматерь». 
Материальная необеспеченность вынудила Г. Сребреницкого изыскать какой-нибудь источник заработка, потому что гравюры не приносили ему почти никакого дохода; с этой целью он обратился в академию художеств с просьбой о представлении ему места младшего учителя. В ответ на это в 1767 году ему было поручено учить чистописанию и рисованию младший возраст за вознаграждение в 150 рублей в год, а вскоре был вверен ему и граверный класс с повышением жалованья до 230 рублей в год. 
В 1769 году он вышел из академии, открыл в Петербурге небольшую граверную мастерскую и женился, как значится в венчальной записи, на «вольной девке, содержащей лютерский закон». 
Григорий Фёдорович Сребреницкий скончался 10 декабря 1779 года. 
В персоналии «Русского биографического словаря» говорится: «Талант у Сребреницкого, несомненно, был... но под гнетом материальный нужды он не получил возможности развить его, поэтому все работы его довольно небрежны и в особенности неудовлетворительны с технической стороны». 
Наиболее известными работами Сребреницкого, кроме целого ряда виньеток, являются: 
1. «Княгиня Барятинская», по своей редкости ценится дорого;
2. «Купец И. С. Чиркин» (1770 г.);
3. «Генерал П. И. Яковлев», 8°;
4. «Святое Семейство со св. Елисаветой» (под этой гравюрой имеется замечание: «Писал С. Бурдон, копировал с Естампа П. Сихусена учен. Гр. Сребр.»);
5. «Дочь кормит отца грудью» — доска находится в Академии худ.;
6. «Расслабленный» (внизу посвящение: «Его высокографскому Сиятельству… П. В. Шереметеву… от Гравиора Г. Сребр… с подлин. Г. Гриоза… в СПб. 1770»);
7. «Святый Евангелист Матвей» — доска в Киево-Печерской типографии;
8. Три аллегорические женские фигуры, танцующие кругом пальмового дерева, на котором помещен вензель Екатерины II[6][4].

Кроме того, Fioriolo упоминает Сребреницкого, как автора гравюр: «Римские христиане» по Лагрене и «Больной отец семейства» по Грейце.